# 15000 CCD
سي سي دي (ويعرف أيضًا باسم 15000 سي سي دي وفق تسمية الكوكب الصغير) (بالإنجليزية: CCD)‏ هو كويكب ضمن حزام الكويكبات؛ وترتيبه 15000 من حيث الاكتشاف.
اكتُشف هذا الجُرم الفلكي بواسطة سبيس واتش في 23 نوفمبر 1997، وأُطلق عليه هذا الاسم نسبةً إلى جهاز اقتران الشحنة.

## وصلات خارجية
- 15000 CCD في قاعدة بيانات مختبر الدفع النفاث لأجرام النظام الشمسي الصغيرة

- الاكتشاف · مخطط المدار ·  العناصر المدارية · المعلمات المادية

- 15000 CCD على موقع ويكي سكاي: DSS2, SDSS, GALEX, IRAS, Hydrogen α, X-Ray, Astrophoto, Sky Map, Articles and images